# Cerkev sv. Lovrenca, Studeno pri Postojni
Cerkev sv. Lovrenca, Studeno je podružnična cerkev župnije Studeno.
Cerkev stoji tik pod vrhom 1019 m visoke Gore nad vasjo Studeno. Že njena lega in patrocinij dajeta misliti na njeno visoko starost. V virih je bila prvič omenjena leta 1391 kot podružnica pražupnije Hrenovice.
Prvotna zgradba je bila verjetno še romanska. Kasneje ji je bil prizidan dolg prezbiterij; ladjo so tedaj znotraj banjasto obokali. Nad zahodno fasado se dviguje zvonik na »preslico« (zvončnica), ki nosi letnico 1671. Pred cerkvijo stoji lopa. Po izgledu kaže cerkev istrski vpliv.
Oltar v cerkvi je lesen, postavljen leta 1901. Leseni kip sv. Lovrenca na oltarju je bil pred kratkim obnovljen.